# Dichrogaster bischoffi
Dichrogaster bischoffi là một loài tò vò trong họ Ichneumonidae.